# ورم حبيبي حلقي (جلدية)
الورم الحبيبي الحلقي، مرض جلدي مزمن نادر إلى حد ما، يظهر كنتوءات حمراء اللون على الجلد متناسقة على شكل حلقات أو دوائر، يمكن حدوث المرض في أي وقت وهو أكثر شيوعًا أربع مرات لدى الإنات منه لدى الذكور.

## العلامات والأعراض
بغض النظر عن الطفح الجلدي المرئي، فإن الورم الحبيبي الحلقي هو عادة دون أعراض. في بعض الأحيان يشعر المريض بحكة أو حرقة. يلاحظ الأشخاص المصابون بالورم الحبيبي الحلقي نتوءات (حطاطات) صغيرة صلبة على شكل حلقات فوق ظهر الساعدين، اليدين، القدمين، وغالبًا ما تتركز على المفاصل. تنتج تلك النتوءات عن تجمع الخلايا التائية (T Cells) تحت الجلد، تكون هذه الحطاطات في البداية على شكل نتوءات صغيرة جدًا (بثرة)، تنتشر بمرور الوقت وتكبر في الحجم تدريجيًا إلى أن تصل إلى نصف حجم العملة المعدنية وأحيانًا أكبر من ذلك. في بعض الأحيان، قد تنضم حلقات متعددة صغيرة مكونة واحدة كبيرة. وفي حالات نادرة، قد يظهر الورم الحبيبي الحلقي على شكل عقدة صلبة تحت جلد الذراعين أو الساقين. ويمكن أن يحدث على جانبي ومحيط الخصر، وبدون علاج يمكن أن يستمر وجوده لسنوات عديدة. تنفجر الحلقات التي هرمت من عند الحافة وتستمر بالتطور مكونة حلقات جديدة.

## الأسباب
عادة ما يظهر المرض بطريقة أخرى، ففي بعض الأحيان قد يأتي مع مرض السكري أو مرض الغدة الدرقية، ويرتبط بأمراض المناعة الذاتية مثل الذئبة الحمامية الجهازية، التهاب المفاصل الروماتويدي، مرض لايم، مرض أديسون، ولكن في الوقت الحالي لم تظهر صلة قاطعة بين المرضى.
توجد كذلك بعض الأسباب الأخرى مثل الإصابات الجلدية، تناول بعض الأدوية، اللدغ من الحيوانات والحشرات، الالتهابات مثل التهاب الكبد، التطعيمات، التعرض للشمس.
ونظرًا إلى أن هذه الحالة الجلدية لا تتطور لدى أي شخص تتعرض بشرته للإصابة، فمن المحتمل أن يكون الأشخاص الذين يصابون بها حساسين بشكل خاص. على سبيل المثال، تظهر هذه الحالة على بعض الأشخاص بعد إصابتهم باللدغ من أخطبوط، لسعات النحل، رسم الوشم.

## مجهريًا
يتكون الورم الحبيبي الحلقي تحت المجهر من المنسجات الجلدية شبيهة الظِّهارة حول المنطقة المركزية للميوسين لذلك يعرف بالورم الحبيبي المطوق بالسياج. يُحاط منتصف مركز الكولاجين الجلدي بالمنسجات الكثيفة، كذلك الخلايا الليفية والخلايا الليمفاوية. يمكن أيضًا رؤية خلايا الجسم الغريبة العملاقة، الميوسين، التهاب الأوعية الدموية.

## التشخيص
يمكن تقسيم الورم الحبيبي الحلقي إلى الأنواع التالية::703–5
- الورم الحبيبي الحلقي الموضعي، حالة جلدية غير معروفة السبب، تميل إلى إصابة الأطفال والشباب حتى البالغين في منتصف العمر، تظهر عادة على الأسطح الجانبية أو الظهرية للأصابع، اليدين، المرفقين، القدمين، والكاحلين.
- الورم الحبيبي الحلقي المنتشر، حالة جلدية غير معروفة السبب، وتميل إلى إصابة النساء في العقدين الخامس والسادس، وتمثل ثورانات منتشرة متناسقة حطاطية أو حلقية الشكل.
- الورم الحبيبي الحلقي المرقع، حالة جلدية غير معروفة السبب، وهي أكثر شيوعًا لدى النساء اللاتي تتراوح أعمارهن بين 30 و70 عامًا، ويتميز شكلها بأنها حمراء مسطحة.
- الورم الحبيبي الحلقي تحت الجلد، حالة جلدية غير معروفة السبب، غالبًا ما تصيب الأطفال، وتتأثر الفتيات مرتين أكثر من الأولاد، وتصيب الجلد في أغلب الأحيان أسفل الساقين.
- الورم الحبيبي الحلقي الثقبي، حالة جلدية غير معروفة السبب، عادة ما تظهر على ظهر اليدين وتكون عبارة عن حطاطات ذات جوهر قرني مركزي. غالبًا ما تظهر هذه الحطاطات على اليدين والذراعين والكاحلين، يتميز الورم بحلقات من حطاطات صغيرة متجانسة وناعمة تمتلك نفس لون البشرة عادة.

## العلاج
لأن الورم الحبيبي الحلقي عادة ما يكون دون أعراض ويبدأ بالظهور بعد الإصابة بعامين، فإن العلاج الأولي يكون عمومًا بالمنشطات (ستيرويد) الموضعية أو مثبطات الكالسينورين. إذا لم يتم التعافي مع العلاجات الموضعية، تُحقن المنشطات داخل الجلد بطريقة موضعية، إذا فشلت تلك الطريقة أيضًا يمكن استخدام العلاج الجهازي بالستيرويدات القشرية (الكورتيكوستيرويد)، يختلف نجاح العلاج على نطاق واسع من شخص لآخر، لكن يجد معظم المرضى نجاحًا قصيرًا فقط في العلاجات المذكورة أعلاه. تشير الأبحاث الجديدة التي أجريت بالهند إلى أن مزيجًا من ريفامبين (600 ملغ) أوفلوكساسين (400 ملغ) وهيدروكلوريد المينوسكلين (100 ملغ) مرة واحدة شهريًا سينتج تحسنًا ملحوظًا، يبدأ الورم الحبيبي الحلقي بالتلاشي عند بعض المرضى الذين لم يصلوا بعد لسن البلوغ دون أي علاجات، بينما يمكن أن يمتلك المرضى كبار السن (+50) حلقات على الجلد تستمر لأكثر من 20 عامًا، وليس من المألوف ظهور حلقات جديدة مجددًا.

## تاريخ المرض
وُصف المرض لأول مرة في عام 1895 بواسطة توماس كولكوت فوكس وسُمي بالورم الحبيبي الحلقي بواسطة هنري رادكليف كروكر في عام 1902.